# 英会話喫茶
英会話喫茶（えいかいわきっさ）とは、英語を母語とする外国人と英語で会話を行うことを主なサービスとして提供する英会話学校のことである。英会話カフェともいう。

## 概要
1人の外国人（一般的にインストラクターという）に対して5人程度の日本人が1つのテーブルに座り、英語でコミュニケーションを行う。一般的にフリートーク形式をとるところが多く、飲食が自由であり、カフェで気軽におしゃべりを楽しむことに風景が似ていることから英会話喫茶といわれる。
また、利用料金は各英会話喫茶ごとに異なる。1時間を基本とする時間従量制をとっているところもあれば、1回の来店おいて滞在時間に関係なく定額料金制を取っているところもある。一般的な英会話学校とくらべ料金が安価である。
英会話喫茶が賃貸形式で借りている事務所を店舗としているところもあれば、街中にある喫茶店を店舗としているところもある。なお、固定客を獲得するために定期的にパーティーを催し、インストラクターと客の間の交流を促進している英会話喫茶もある。
最近では各テーブルにPCを配置し、データベース化された顧客情報を各テーブルのインストラクターが取り出せるようにし、顧客それぞれのニーズやレベルにあわせたサービスを提供するところもある。

## 歴史
もともとは現在のような日本人が英語を学習するためのものではなく、バーカウンターを併設した日本人と在日外国人の交流の場であった。日本初の英会話喫茶としては1970年代に恵比寿のCOM'INNが開店。その後80年代に新橋や高田馬場（現存）などにもできた。

## メリットとデメリット

### メリット
- 料金が安価。
- フリートーク形式であるため、より実践に近い練習が可能。
- 事前予約や入会金が一般的に不要であるため、好きな時間・好きな時期に行くことができる。

### デメリット
- フリートーク形式であるため、トークの内容が参加者により左右される。
- インストラクターや客が日によって異なる。
- 自分のレベルに合わない可能性がある。